# Municipio 1 Harrisburg
El municipio 1 Harrisburg (en inglés: Township 1, Harrisburg) es un municipio ubicado en el  condado de Cabarrus en el estado estadounidense de Carolina del Norte. En el año 2010 tenía una población de 24.424 habitantes.

## Geografía
El municipio 1 Harrisburg se encuentra ubicado en las coordenadas 35°18′48.51″N 80°37′35.24″O / 35.3134750, -80.6264556.